# دوردو بيرونيتشيتش
دوردو بيرونيتشيتش مواليد 4 أغسطس 1993 في ستنيي، الجبل الأسود، هو لاعب كرة يد مونتينيغري يلعب كظهير أيسر. مثل منتخب الجبل الأسود لكرة اليد.